# Kap Nakayubi
Das Kap Nakayubi (japanisch 中指岬 Nakayubi-misaki, deutsch ‚Mittelfingerspitze‘) ist eine felsige Landspitze an der Prinz-Harald-Küste des ostantarktischen Königin-Maud-Lands. Sie markiert das südliche Ende einer u-förmigen Halbinsel, die sich wie ein gekrümmter Finger von der Westflanke der Hügelgruppe Langhovde ins Meer erstreckt.
Luftaufnahmen und Vermessungen einer von 1957 bis 1962 durchgeführten japanischen Antarktisexpedition dienten ihrer Kartierung. Die 1972 vorgenommene Benennung orientierte sich an der Benennung des 800 m nordwestlich gelegenen Kap Koyubi.